# Keinemusik
Keinemusik is een Duits platenlabel gespecialiseerd in elektronische muziek. Het collectief bestaat uit dj’s en muziekproducenten Adam Port, &ME (echte naam André), Rampa (echte naam Gregor) en Reznik, evenals kunstenares Monja Gentschow, die verantwoordelijk is voor het artwork.

## Biografie
Keinemusik werd opgericht in Berlijn in 2009. Sindsdien zijn er meer dan zestig releases uitgebracht. In 2017 verscheen hun debuutalbum You Are Safe, geproduceerd en geschreven door Adam Port, &ME en Rampa, met gastbijdragen van Chiara Noriko, Nomi Ruiz en Jennifer Touch. In november 2021 brachten ze het album Send Return uit, met samenwerkingen met onder anderen Solomun, RY X en Little Dragon.

Keinemusik geniet internationale bekendheid binnen de elektronische muziekscene (techno en house). De leden traden wereldwijd op, onder andere bij Boiler Room in Berlijn, op Fusion Festival in 2019 en Tomorrowland in 2021. Daarnaast leverden ze een bijdrage aan de BBC Essential Mix-serie en maakten ze een mix voor Groove magazine in 2021. Ook namen ze deel aan het Arte United We Stream-programma op 30 april 2020.

Keinemusik-leden: Adam Port, Rampa, &ME, Reznik en kunstenares Monja Gentschow

In 2020 verscheen Keinemusik in de "Cayo Perico Heist"-update van het actiespel Grand Theft Auto V en Grand Theft Auto Online, uitgegeven door Rockstar Games. Binnen de fictieve stad Los Santos treedt de groep op in een virtuele club. Eerder verschenen ook artiesten als Dixon, Solomun en Tale of Us in het spel. In 2022 werkten &ME en Rampa mee aan de nummers "Falling Back" en "A Keeper" op het zevende studioalbum van de Canadese rapper Drake, getiteld Honestly, Nevermind.
In 2024 bracht het label het nummer "Move" uit van Adam Port, Stryv en Orso, met vocalen van Malachiii.
Muzikale stijl en status
Keinemusik staat bekend om hun unieke benadering van elektronische muziek, waarin elementen van house, techno en afro house op organische wijze samenkomen. 
Hun kenmerkende geluid, gekenmerkt door warme percussie, melodieuze lagen en een uitgesproken gevoel voor sfeer, heeft wereldwijd een trouwe fanbase opgebouwd. Dankzij optredens op iconische locaties als Tomorrowland, Exit Festival, Burning Man, Coachella en hun bijdragen aan platforms zoals BBC Radio 1's Essential Mix, wordt Keinemusik gezien als een vernieuwende kracht binnen de elektronische muziekscene. 